# Borja F. Caamaño
Borja F. Caamaño (La Coruña, 2 de mayo de 1979) es un escritor, dramaturgo y guionista español. 

## Biografía
Nacido en la ciudad de La Coruña, estudió en el Hogar de Santa Margarita, donde coincidió con Miguel Ángel Villar Pinto, siendo desde entonces amigos y posteriormente ambos escritores.
Su primera obra, la novela Inside, la escribió durante una temporada en Alicante. Ya de regreso a Galicia, se afinca en Santiago de Compostela, donde continúa su producción literaria con la colección de relatos Córam Pópulo y las novelas En Tierra de Nadie y Purgatorio. 
Al tiempo, en colaboración con Álex Sampayo, escribe cinco obras de teatro: Curriculum Vitae (nominada a mejor texto original en la XVII edición del Premio de Teatro María Casares), Amor Flexible, Noiteboa, Roedores y A nena que quería navegar, todas ellas llevadas a escena por la compañía Redrum Teatro; y el guion para la película Schimbare, galardonada en 2014 con el premio a mejor película internacional en el Festival de San Diego y mejor película en los festivales de Rhode Island y el BIFF de Berlín.

## Obras literarias

### Novela
- Inside. Alhulia, 2007. ISBN 978-84-96641-37-2.
- En Tierra de Nadie. Hiria Liburuak, 2010. ISBN 978-84-9797-379-3.
- Purgatorio. Alhulia, 2014. ISBN 978-84-15897-29-3.

### Relatos
- Córam Pópulo. Hiria Luburuak, 2008. ISBN 978-84-9797-292-5.

## Teatro
- Curriculum Vitae, 2013.
- Amor Flexible, 2014.
- Noiteboa, 2015.
- Roedores, 2015.
- A nena que quería navegar, 2016.
- Os contos do recreo, 2018.

## Guion
- Schimbare, 2014.

## Premios
- Premios María Casares: nominado en los Premios María Casares 2013 en la categoría de mejor texto original por Curriculum Vitae.